# 天満屋事件
座標: 北緯34度59分31.8秒 東経135度45分13.4秒 / 北緯34.992167度 東経135.753722度

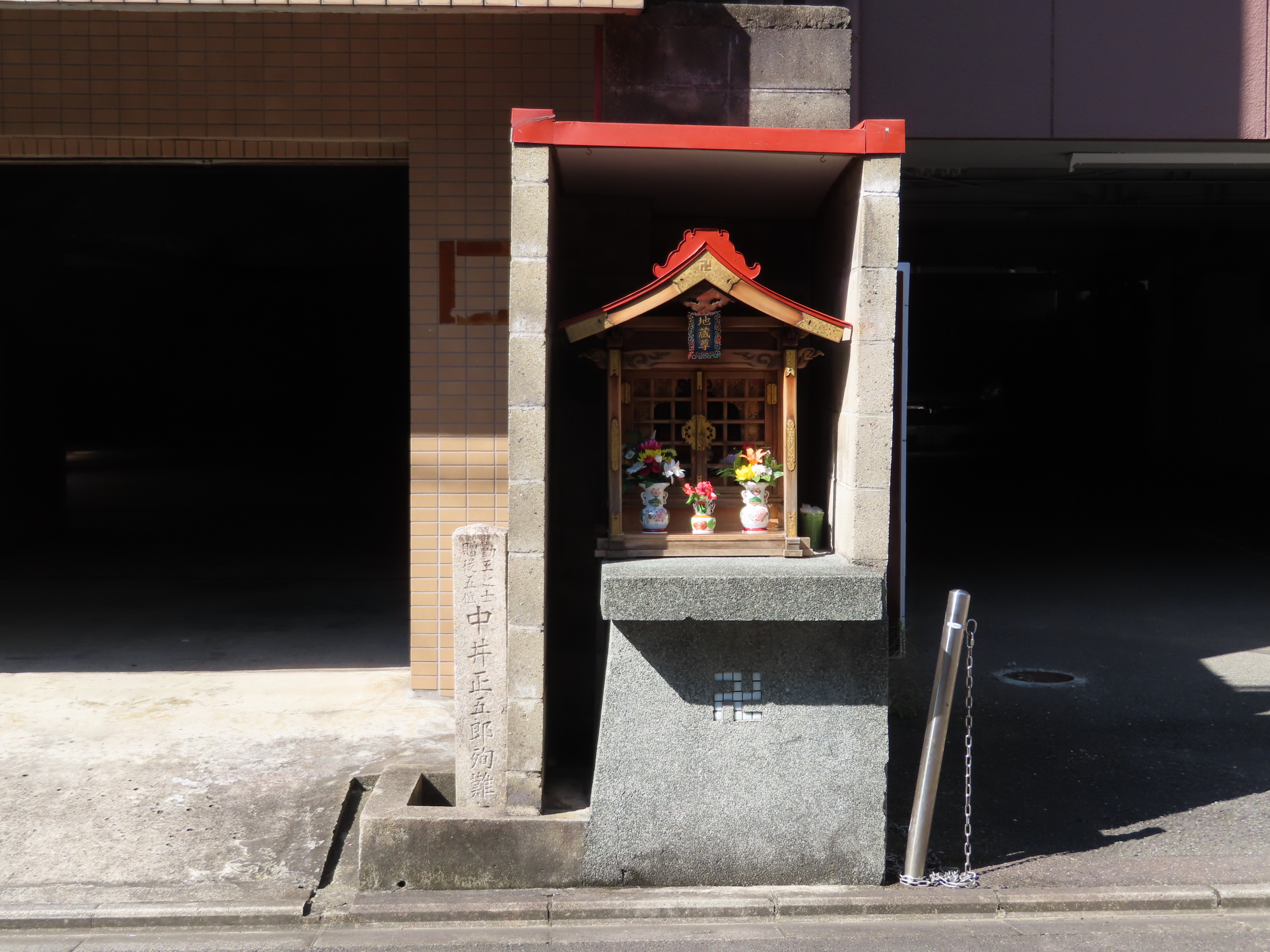
天満屋跡地にある石碑（2021年10月）

天満屋事件（てんまやじけん）は、海援隊士・陸援隊士らが京都油小路の旅籠・天満屋を襲撃して、紀州藩士三浦休太郎を襲い、新選組と戦った事件である。

## 経緯
陸奥宗光は、当時有力な佐幕論者であった紀州藩士三浦休太郎が大垣藩士井田五蔵らと共謀して京都にて不穏な動きをしていること、また坂本龍馬、中岡慎太郎の暗殺（近江屋事件）の黒幕が、いろは丸沈没事件の際に多額の弁償金を龍馬に支払わされた恨みを持つ紀州藩であるとの話を聞き、紀州藩公用人であった三浦休太郎を討つことを海援隊士・陸援隊士らと計画する。危険を感じた紀州藩は、会津藩を通して新選組に三浦の警護を依頼した。天満屋で三浦休太郎の護衛に新選組の斎藤一、大石鍬次郎ら7名がついた。
慶応3年12月7日（1868年1月1日）、十津川郷士・中井庄五郎や、沢村惣之丞、陸奥宗光、岩村精一郎、大江卓ら海援隊・陸援隊士総勢16名（15名とも）が、三浦休太郎、新選組隊士らが天満屋2階にて酒宴を行っていたところを襲った。出会い頭に中井庄五郎が「三浦氏は其許か」というなり斬りつけ、三浦休太郎は頬・頤を負傷する。その後、両勢は入り乱れるが、燈火を消し、暗闇での戦闘となる。斎藤一は後から斬りかかられ命を落としそうになったが、梅戸勝之進（平隊士）が斎藤を守った。変を聞きつけた新選組、紀州藩が援助に向かったものの、着いた頃には陸奥らは素早くその場を引き揚げていた。
この事件で、襲撃側は中井庄五郎が死亡、2、3名が負傷した。一方の新選組は宮川信吉と舟津釜太郎が死亡、重傷1名、負傷者3名を出し、紀州藩では三浦が傷を負い、三宅精一、関甚之助も軽傷を負った。（また『南紀徳川史』に佐波某、三浦の若党藤左衛門及び若輩の仲間某は楼下に在りしが、槍傷を受け三人共に落命とあり）。また、飫肥藩士で小倉処平の兄である長倉訒が事件現場に居合わせていた。
京都市下京区油小路正面の跡地には石碑が建てられている。

## 事件を題材にした作品
- 子母澤寛『新選組始末記』万里閣書房、1928年（天満屋騒動）
- 伊藤痴遊『伊藤痴遊全集 第17巻 坂本龍馬・中岡慎太郎』平凡社、1930年（天満屋の斬込）
- 花屋町の襲撃（司馬遼太郎『幕末』文藝春秋新社、1963年収録。初出は『オール讀物』）

## 関連作品
- 浅田次郎『壬生義士伝』文藝春秋、2000年（文春文庫版、2002年）